# Александър Тимлер
Александър Карлович Тимлер е руски офицер, полковник. Участник в Руско-турската война (1877 – 1878). Военен министър на Княжество България.

## Биография
Александър Тимлер е роден в Русия. Завършва имперското военно училище и служи като юнкер по време на Кримската война. В периода 1865 – 1868 г. учи в Академията на генералния щаб в Санкт Петербург.
Участва в Руско-турската война (1877 – 1878) в Долнодунавския отряд.
Назначен е за товарищ на военния министър през периода 18 юли 1879 – 24 април 1880 г. През 1880 г. е военен министър на Княжество България в първото правителство на Драган Цанков. Уволнен е бързо след конфликт с княз Александър I Батенберг и се завръща в Русия.
В периода 1887 – 1890 г. е командир на IV армейски корпус на Руската армия. През 1905 г. е командир на бригада в състава на XV пехотна дивизия.